# Roman Mrázek
Roman Mrázek (* 21. Januar 1962 in Sokolov) ist ein ehemaliger tschechoslowakischer Geher, der nach 1992 für die Slowakei antrat.
Der 1,68 m große Roman Mrázek startete für Dukla Banská Bystrica. 1987 war er Meister der Tschechoslowakei im 20-km-Gehen.
Mrázeks internationale Karriere begann bei den Weltmeisterschaften 1983, als er den 23. Platz über 20 Kilometer belegte. Bei den Hallenweltspielen 1985 erreichte er den vierten Platz im 5000-Meter-Gehen. 1987 gewann er die Bronzemedaille bei den Halleneuropameisterschaften hinter seinem Landsmann Jozef Pribilinec und Ronald Weigel aus der DDR. Zwei Wochen später belegte er den vierten Platz bei den Hallenweltmeisterschaften 1987. In der Freiluftsaison erreichte er den sechsten Platz über 20 Kilometer bei den Weltmeisterschaften 1987. 1988 gewann er in Budapest Silber bei den Halleneuropameisterschaften mit einer halben Sekunde Rückstand auf Jozef Pribilinec und einer Sekunde Vorsprung auf den Ungarn Sándor Urbanik. Bei den Olympischen Spielen 1988 war er Fünfter über 20 Kilometer und 17. über 50 Kilometer. Zu Beginn des Jahres 1989 gewann er in Den Haag Silber bei den Halleneuropameisterschaften mit viereinhalb Sekunden Rückstand auf Michail Schtschennikow aus der Sowjetunion. Zwei Wochen später stellte Schtschennikow bei den Hallenweltmeisterschaften in Budapest mit 18:27,10 min einen neuen Hallenweltrekord auf, mit 18:28,90 min erkämpfte Mrázek auch hier Silber. In der Freiluftsaison belegte Mrázek über 20 Kilometer den vierten Platz beim Geher-Weltcup, dies war seine beste Platzierung beim Weltcup überhaupt. Bei den Europameisterschaften 1990 wurde Mrázek disqualifiziert, wie schon vier Jahre zuvor. Im Jahr darauf belegte er den 15. Platz über 20 Kilometer bei den Weltmeisterschaften 1991. Bei den Olympischen Spielen 1992 in Barcelona trat er nur über 50 Kilometer an und erreichte den fünften Platz.
Ab 1993 startete Roman Mrázek für die Slowakei. Er belegte den 27. Platz über 20 Kilometer bei den Weltmeisterschaften 1995 und den 20. Platz über 50 Kilometer bei den Olympischen Spielen 1996. Im April 1997 belegte er über 50 Kilometer in persönlicher Bestzeit den neunten Platz beim Weltcup.

## Bestzeiten
- 5000 m (Halle): 18:28,90 min, 5. März 1989, Budapest
- 20 km: 1:20:21 h, 16. September 1990, Hildesheim
- 50 km: 3:48:22 h, 20. April 1997, Poděbrady